# Baie Carrière
La Baie Carrière est un plan d'eau situé dans l'ouest du Québec, dans la partie sud de la région de l'Abitibi-Témiscamingue et consiste en la partie septentrionale du réservoir Decelles, le long de la rivière des Outaouais. Plan d'eau artificiel, sa création est conséquente de l'aménagement du barrage et de la centrale de Rapide-7 entre 1941 et 1949.

## Toponymie
La Baie Carrière doit son nom à Edmond Carrière (Gracefield 1874 - Amos 1970). Pionnier de la Ville d'Amos, il arrive en Abitibi en 1913, puis en 1932, il fonde la compagnie Carrière Lumber, l'une des compagnies qui contribuera à l’essor économique de la ville. On retrouve sur ses rives le hameau de Baie-Carrière fondé à la fin des années 1930 par John Murdoch, premier maire de Duparquet, pour y récupérer le bois avant que la région ne soit inondée par le réservoir Decelles.

## Historique
L'histoire de la Baie Carrière est intrinsèquement liée à l'hydroélectricité, néanmoins avant même la fin de la construction de la centrale de Rapide-7, la Canadian International Paper Company procède à l'expansion de ses activités forestières au Témiscamingue en y implantant un dépôt en 1941. Dès lors et jusque dans les années 70, l'entreprise y gèrera le flottage du bois et opèrera une scierie. Les installations seront démantelées dans les années suivantes et les terrains repris par les villégiateurs. Aujourd'hui, le plan d'eau est essentiellement utilisé pour les activités sportives et comme accès aux nombreux chalets qui y ont été construits au fil des ans. L'ancien quai, les différents ancrages métalliques forés dans le roc des îles et les piles de roche dispersées le long du chenal de la rivière témoignent encore aujourd'hui des opérations de flottage du bois naguère présentes.